# Zaklęta w widmo
Zaklęta w widmo (czes. Čertova nevěsta) – czeski film fantasy z 2011 roku. Adaptacja baśni Boženy Němcovej.

## Opis fabuły
Pewna królowa czuła się samotna i bardzo pragnęła mieć dziecko. W tej intencji modliła się do świętej Kryspiny. Jednak zniecierpliwiona długim czekaniem zwróciła się o pomoc do diabła, który mieszkał w starym młynie. Wkrótce urodziła się jej córeczka, której dano na imię Štěpánka. Młoda księżniczka dorastała wraz z synem królewskiej pokojówki, małym Štěpánem. Po latach młodzi zakochują się w sobie. Okazuje się jednak, że na mocy zawartego przez królową paktu z diabłem, w dniu osiemnastych urodzin dziewczyna ma być mu oddana. Štěpán postanawia nie dopuścić do tego.

## Obsada
- Václav Šanda – Stepan
- Eva Josefíková – Księżniczka Stepanka
- František Němec – Lucyfer
- Sabina Laurinová – Królowa
- David Suchařípa – Król
- Jana Andresíková – Czarownica
- Jan Kuželka – Pustelnik
- Barbora Munzarová – Verunka
- Karel Zima – Czart
- Filip Banžak – Sułtan